# Narayanavanam
Narayanavanam es una ciudad censal situada en el distrito de Chittoor en el estado de Andhra Pradesh (India). Su población es de 11253 habitantes (2011). Se encuentra a 64 km de Chittoor y a 88 km de Chennai. 

## Demografía
Según el censo de 2011 la población de Narayanavanam era de 11253 habitantes, de los cuales 5661 eran hombres y 5592 eran mujeres. Narayanavanam tiene una tasa media de alfabetización del 78,26%, superior a la media estatal del 67,02%: la alfabetización masculina es del 87,75%, y la alfabetización femenina del 68,71%.